# بني مداسن1 (سانية بركيك)
بني مداسن1 هي إحدى مشيخات المملكة المغربية، تتبع جغرافيا لإقليم سيدي بنور وإداريًا لسانية بركيك. يقدر عدد سكانها بـ 3053 نسمة حسب الإحصاء الرسمي للسكان والسكنى لسنة 2004.